# Maximilian von Herff
Maximilian Max Karl Otto von Herff (Hannover, 17 april 1893 - Conishead Priory, 6 september 1945) was een Duitse officier en SS-Obergruppenführer. Hij was generaal in de Waffen-SS en de politie tijdens de Tweede Wereldoorlog. Hij was ook het hoofd van het SS-Personalhauptamt. 

## Leven

### Eerste Wereldoorlog
Maximilian von Herff werd op 17 april 1893 geboren als een zoon van een praktiserend arts, en later een Pruisische sanitätsrat Ferndinand von Herff (geboren 4 augustus 1864) en zijn vrouw Olga von Herff (geboren 4 juli 1869). Zijn familie werd in 1814 de titel "von". Hij is de neef van de SS-Brigadeführer en Generalmajor in de politie Eberhard Herf. Hij ging naar de volksschule en verliet deze weer na drie jaren, en ging naar het gymnasium en sloot deze met een eindexamen af.
Op 14 augustus 1914 trad von Herff als Leutnant in de Deutsches Heer, en diende in het Leibgarde-Infanterie-Regiment (1. Großherzoglich Hessisches) Nr. 115 in Darmstadt. Tijdens de verdere verloop van de Eerste Wereldoorlog diende von Herff nog bij het 5. Niederschlesisches Infanterie-Regiment Nr. 154. Hij werd op 18 oktober 1918 tot Oberleutnant bevorderd, en bleef bij deze eenheid tot 9 november 1918.

### Interbellum
Tussen 1 maart en 1 oktober 1919 was von Herff lid van het Hannoverse vrijkorps „Zeitfreiwilligen-Regiment Hannover“. Vanwege die tijd in het vrijkorps, werd von Herff op 9 november als Oberleutnant in de Reichswehr overgenomen. In 1926 werd von Herff naar het 18. Reiter-Regiment in Stuttgart, daarna naar het 15. Infanterie-Regiment in Kassel overgeplaatst. Hij werd 1 februari 1928 tot Hauptmann, en op 1 oktober 1934 tot Major bevorderd.
Op 16 maart 1935 werd von Herff als stafofficier in de staf van het 8e Legerkorps in Breslau ingezet.

### Tweede Wereldoorlog
Sinds 11 november 1940 was von Herff commandant van het Schützen-Regimentes 115 (15. Panzer-Division (Wehrmacht)). In de tijd tussen april en mei 1941 was von Herff commandant van de  „Kampfgruppe Herff“ in het Afrikakorps en in gezet in het gebied Bardia-Capuzzo-Salloum aan het Tobroek-front.
In november 1941 werd von Herff, als een Oberst in de Wehrmacht, aan zijn voormalige regimentskameraden Karl Wolff en de Reichsführer-SS Heinrich Himmler voorgesteld. In deze ontmoeting stelde Wolff aan Himmler voor om von Herff als Oberst in de Waffen-SS over te nemen. En op 20 april 1942 werd von Herff tot chef van het SS-Personalhauptamt benoemd. Daarvoor moest von Herff de administratieprocedures van de SS-Hauptämter doorlopen en daarna Walter Schmitt als SS-personeelschef vervangen.
Één week later, op 23 november 1941 werd Herff in het Reichssicherheitshauptamt opgenomen. Hij bleef daar werken tot 25 december. Op 1 december 1941 trad von Herff als Oberst uit de actieve dienst van Wehrmacht, en werd op aanbeveling van Karl Wolff die als referentie voor von Herff optrad. Von Herff werd met inwerkingtreding van 1 oktober 1939 in de SS opgenomen en functioneel ondergeschikt gesteld aan de Waffen-SS.
Himmler bevorderde von Herff op 9 december 1941 tot SS-Oberführer in de Waffen-SS (met RDA van 1 oktober 1939).
Von Herff doorliep nu, zoals besproken met Himmler de verschillende SS-Hauptämter:
- Van 1 tot 18 januari 1942: instructies bij het SS-Führungshauptamt
- Van 19 tot 31 januari 1942: instructies bij het Hauptamt Ordnungspolizei
- Vanaf februari 1942: instructies bij het SS-Wirtschafts- und Verwaltungshauptamt, bij het SS-Rasse und Siedlungshauptamt (RuSHA) en bij de Persönlicher Stab Reichsführer-SS.
- Van 1 tot 15 maart 1942: instructies bij het Hauptamt SS-Gericht, bij het Hauptamt Volksdeutsche Mittelstelle (Vomi), en bij de stafchef van het Reichskommissariat für die Festigung des deutschen Volkstums (RKF) en het Hauptamt Dienststelle Heißmeyer.

Op 21 maart 1942 stelde von Herff zijn NSDAP-opnameverzoek, die hij toentertijd als soldaat in de Wehrmacht niet durfde te stellen. Hij werd op 8 april 1942 in de Ortsgruppe Berlin-Zehlendorf opgenomen. In de daaropvolgende tijd ontwikkelde von Herff die als een Duits nationalist bekend stond, als een fanatieke nationaalsocialist.
Na zijn inwerking sinds 1 april in het SS-Personalhauptamt, werd von Herff (SS-Brigadeführer en Generalmajor in de Waffen-SS) op 30 juli 1942 „für die Dauer der Erkrankung des Chefs des SS-Personalhauptamtes, SS-Obergruppenführer Walter Schmitt, […] mit seiner Vertretung und mit der Führung der Geschäfte“. 
("Voor de duur van zijn ziekte, de chef van het SS-Personalhauptamt, SS-Obergruppenführer Walter Schmitt, […] met zijn vertegenwoordiging en leiding van de zaken belast".)
Sinds november poogde von Herff, het gezamelde „SS-Führerkorps“ in zijn Hauptamt samen te voegen, wat echter niet op de wederliefde van andere Hauptämter kon rekenen. Zo klaagde de chef van het SS-Führungshauptamt, Hans Jüttner op 9 december schriftelijk over het onbevoegd en massale ingrijpen van von Herff bij Himmler. De bezwaarbrief van Jüttner, waarin hij met ontslag dreigde, resulteerde in een decreet van Himmler, waarin de bevoegdheden van von Herffs zijn functie duidelijk werd uiteengezet: „1. Het Personalhauptamt is in het kader van zijn taken voor de gehele SS alleen verantwoordelijk a.) alle bevorderingen en benoemingen in  leidinggevende rangen, b.) alle bevorderingen (benoemingsopdrachten) van SS-leiders, c.) Bevestiging van alle benoemingen van leidinggevende functies, […] 3. Alle verzoeken voor bevordering tot leidinggevende rangen, en benoemingen, verzoeken alsmede alle personeelbezettingswensen worden via de bevoegde Hauptämter aan het SS-Personalhauptamt gericht.“
Von Herff werd op 30 januari 1943 tot SS-Gruppenführer en Generalleutnant in de Waffen-SS bevorderd. Op 4 maart 1943 trad hij uit de evangelische kerk en verklaarde zich gottgläubig.
In de tijd tussen 4 en 16 mei 1943 inspecteerde von Herff de SS-Einrichtungen in Polen, zijn adjudant SS-Obersturmbannführer Alfred Franke-Gricksch schreef hierover een rapport. In het Generaal-gouvernement bezocht hij op 12 mei verschillende SS-bedrijven in de concentratie- en vernietigingskamp Majdanek en het kamp Trawniki, en het SS-garnizoen Lublin. Op 15 mei nam hij als waarnemer deel aan het neerslaan van de opstand in het getto van Warschau, SS-Brigadeführer en Generalmajor in de politie Jürgen Stroop voegden een foto's in zijn „Stroop-bericht“ ervan bij.
Aanvang mei 1945 na von Herff's zijn vlucht over de Rattenlinie Noord bij Flensburg geraakte hij in Brits krijgsgevangenschap en kwam in het Noord-Engels gelegen krijgsgevangenkamp Grizedale Hall terecht. Von Herff kreeg een beroerte en kwam in een militair hospitaal in de buurt van de Conishead Priory terecht. Daar overleed hij op 6 september 1945 en werd begraven op de Duitse militaire begraafplaats Cannock Chase, Cannock, Cannock Chase (district), Staffordshire, Engeland.

## Familie
Herff trouwde op 4 augustus 1920 met Hedwig von Grolman. Het echtpaar kreeg drie dochters (geboorte jaren: 1921, 1925 en 1927).

## Carrière
Von Herff bekleedde verschillende rangen in zowel de Allgemeine-SS als Waffen-SS. De volgende tabel laat zien dat de bevorderingen niet synchroon liepen.
| Datums                                 | Pruisische leger | Reichswehr | Heer           | Allgemeine-SS        | Waffen-SS                       |
| -------------------------------------- | ---------------- | ---------- | -------------- | -------------------- | ------------------------------- |
| 11 februari 1915 (Patent 23 juni 1913) | Leutnant         | —          | —              | —                    | —                               |
| 18 oktober 1918                        | Oberleutnant     | —          | —              | —                    | —                               |
| 1 februari 1928                        | —                | Hauptmann  | —              | —                    | —                               |
| 1 oktober 1934                         | —                | Major      | —              | —                    | —                               |
| 1 augustus 1937                        | —                | —          | Oberstleutnant | —                    | —                               |
| 1 oktober 1939 - 1 november 1941       | —                | —          | Oberst         | —                    | —                               |
| 9 december 1941                        | —                | —          | —              | SS-Mann              | —                               |
| 1 oktober 1939 - 9 december 1941       | —                | —          | —              | SS-Oberführer        | —                               |
| 20 april 1942                          | —                | —          | —              | SS-Brigadeführer     | Generalmajor in de Waffen-SS    |
| 30 januari 1943                        | —                | —          | —              | SS-Gruppenführer     | Generalleutnant in de Waffen-SS |
| 20 april 1944                          | —                | —          | —              | SS-Obergruppenführer | Generaal in de Waffen-SS        |

## Lidmaatschapsnummers
- NSDAP-nr.: 8 858 661[10][4] (lid geworden 1 april 1942[4])
- SS-nr.: 405 894[10][5] (lid geworden 9 december 1941)

## Onderscheidingen
Selectie:
- Ridderkruis van het IJzeren Kruis op 13 juni 1941 als Oberst en Führer Kampfgruppe "von Herff" (Schützen-Regiment 115) / Afrikakorps[12][10][13]
- IJzeren Kruis 1914, 1e Klasse[10] (4 juli 1917[5]) en 2e Klasse[10] (14 oktober 1914[5])
- Herhalingsgesp bij IJzeren Kruis 1939, 1e Klasse[12][10] (1940[5]) en 2e Klasse[12][10] (1940[5])
- Algemeen Ereteken "für Tapferkeit" op 24 november 1915[5]
- IJzeren Ereteken voor Strijders op 13 maart 1917[5]
- Ridderkruis in de Huisorde van Hohenzollern met Zwaarden op 8 november 1918[5]
- Gewondeninsigne 1918 in zwart[10] op 11 januari 1919[5]
- Dienstonderscheiding van Leger en Marine, 1e Klasse (25 dienstjaren) op 2 oktober 1936[5]
- Zilveren medaille voor Dapperheid in 1941[12]
- Erekruis voor Frontstrijders in de Wereldoorlog[10] in 1934[5]